# غريغوري سميث
غريغوري سميث (بالإنجليزية: Gregory Smith)‏ ، هو ممثل أمريكي كندي وكاتب ومخرج سينمائي، ولد بتاريخ 6 يوليو 1983م ، شارك بعدة أفلام ومنها فيلم سمول سولجرز.